# 320-та фольксгренадерська дивізія (Третій Рейх)
320-та фольксгренадерська дивізія (Третій Рейх) (нім. 320. Volksgrenadier-Division) — піхотна дивізія народного ополчення (фольксгренадери) вермахту за часів Другої світової війни.

## Історія з'єднання
320-та фольксгренадерська дивізія була сформована 27 жовтня 1944 року на навчальному центрі Гросс-Борн шляхом переформування 588-ї фольксгренадерської дивізії, створеної незадовго до того з «тіньової» дивізії «Меккерн» (нім. Schatten-Division Möckern) під час проведення 32-ї хвилі мобілізації німецького вермахту та залишків підрозділів 320-ї піхотної дивізії, яка була розгромлена в ході Яссько-Кишинівської операції у серпні 1944 року.
У березні 1945 року після боїв під Краковом і в Карпатах у контексті Нижньо-Сілезької операції дивізія була відведена з передової і через великі втрати переформована. У квітні 1945 року 1243-й гренадерський полк з Потсдама був включений до складу 585-го гренадерського полку. Наприкінці війни рештки дивізії капітулювали Червоній армії у Дойч-Броді, Моравія.

## Райони бойових дій
- Польща, Німеччина (жовтень 1944 — травень 1945)

## Командування

### Командири
- Генерал-майор Людвіг Кіршнер (27 жовтня 1944 — 14 лютого 1945)
- оберст Рольф Шеренберг (нім. Rolf Scherenberg) (14 — 19 лютого 1945)
- генерал-майор Еммануїл фон Кіліані (19 лютого — 8 травня 1945)

### Підпорядкованість
| Час      | Корпус       | Армія | Група армій (округ) | Штаб            |
| -------- | ------------ | ----- | ------------------- | --------------- |
| 1944     |              |       |                     |                 |
| листопад |              |       |                     | Сілезія         |
| 1945     |              |       |                     |                 |
| січень   | XI корпус СС | 17 А  | Група армій «A»     | Краків          |
| лютий    | XXXXIX гк    | 1 ТА  | Група армій «Центр» | Лісисті Карпати |
| квітень  | XXXXIX гк    | 1 ТА  | Група армій «Центр» | Верхня Сілезія  |
| травень  |              | 1 ТА  | Група армій «Центр» | Моравія         |

### Склад
| 1945                                   |
| -------------------------------------- |
| 585-й гренадерський полк               |
| 586-й гренадерський полк               |
| 587-й гренадерський полк               |
| 320-й артилерійський полк              |
| 320-й інженерний батальйон             |
| 320-й протитанковий дивізіон           |
| 320-та дивізійна фузілерна рота        |
| 320-й дивізійний батальйон зв'язку     |
| 320-те дивізійне управління постачання |
| 320-й запасний батальйон               |